# مارك كيلي (موسيقي)
مارك كيلي (بالإنجليزية: Mark Kelly)‏ هو موسيقي أمريكي، ولد في 28 يونيو 1956.

## روابط خارجية
- مارك كيلي على موقع ميوزك برينز (الإنجليزية)